# IC 5295
IC 5295 — галактика типу C (компактна галактика) у сузір'ї Пегас.
Цей об'єкт міститься в оригінальній редакції індексного каталогу.